# Kenneth Grahame
Kenneth Grahame (/ˈɡreɪ.əm/ GRAY-əm; n. 8 martie 1859, Edinburgh, Regatul Unit al Marii Britanii și Irlandei – d. 6 iulie 1932, Berkshire, Anglia, Regatul Unit) a fost un scriitor britanic, cunoscut mai ales pentru Vântul prin sălcii (1908), unul dintre romanele clasice ale literaturii pentru copii. El a scris, de asemenea, The Reluctant Dragon; ambele cărți au fost adaptate mai târziu în filmele The Adventures of Ichabod and Mr. Toad și The Reluctant Dragon, realizate de compania lui Walt Disney.

## Viața personală

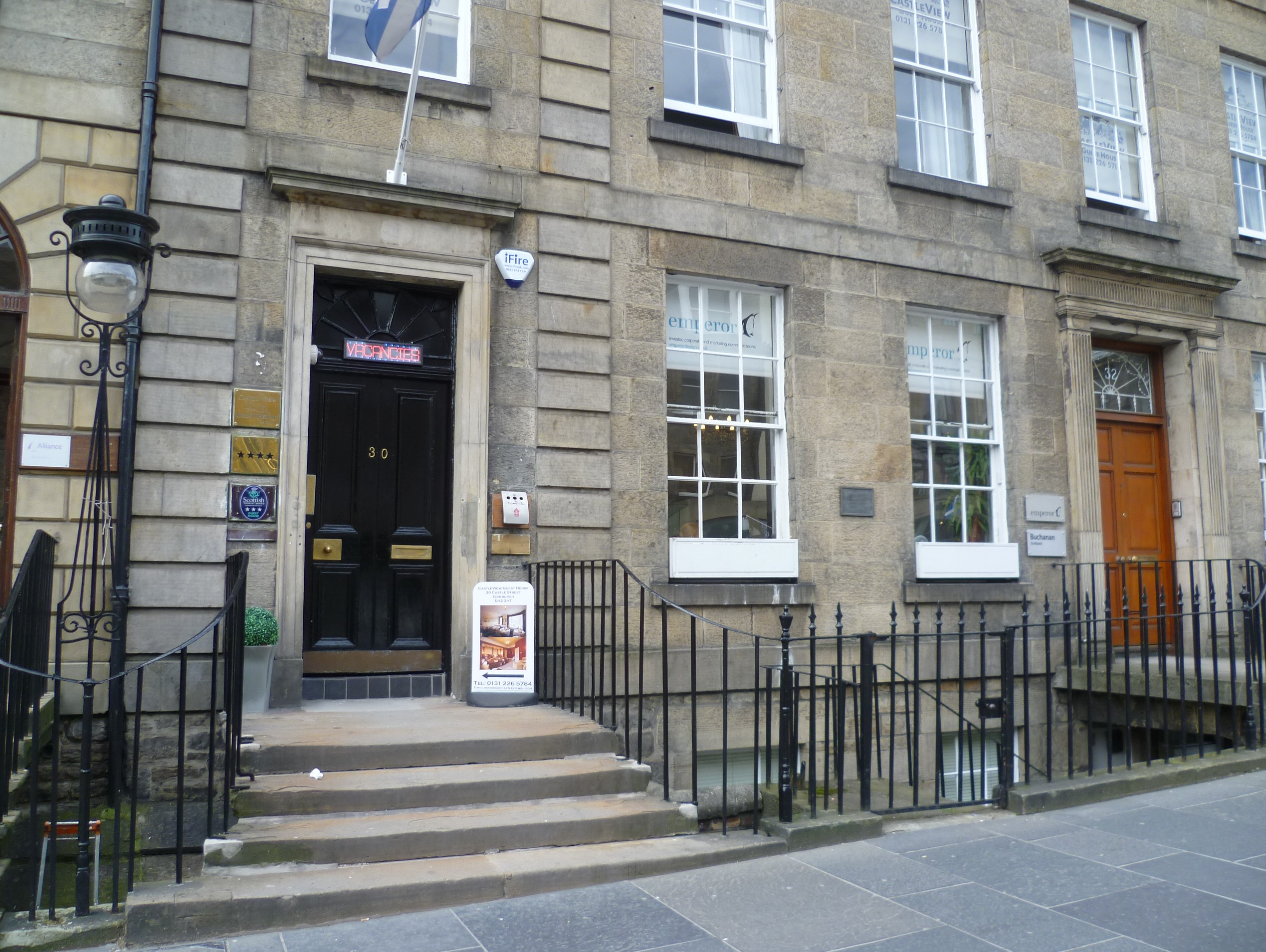
Casa în care s-a născut Grahame din Castle Street, Edinburgh

### Primii ani
Kenneth Grahame s-a născut pe 8 martie 1859, în Edinburgh, Scoția. După un pic mai mult de un an, tatăl său, care era avocat, a obținut o numire ca ajutor de șerif în orașul Inveraray din ținutul Argyllshire, pe malul Loch Fyne. Kenneth a iubit marea și a fost fericit acolo, dar, pe când el avea vârsta de cinci ani, mama sa a murit de febră puerperală, și tatăl său, care avea o problemă cu băutura, i-a dat pe Kenneth, fratele său, Willie, sora sa, Helen, și bebelușul Roland în grija lui Ingles, bunica copiilor, care locuia în satul Cookham din Berkshire.
Copiii au trăit acolo într-o casă spațioasă, dar dărăpănată, denumită The Mount, hoinărind în locurile vaste din împrejurimile localității și plimbându-se cu barca împreună cu unchiul lor, David Ingles, preot la biserica din Cookham Dean. Biograful Peter Green crede că această ambianță, în special exploatarea de cherestea și râul Tamisa, ar fi inspirat spațiul în care se petrece acțiunea romanului Vântul prin sălcii. El a fost un elev remarcabil la St. Edward's School din Oxford. În primii ani la St. Edwards, nu era stabilit un program sportiv restrictiv așa că băieții au avut libertatea de a explora orașul vechi cu magazine ciudate, clădiri istorice și străzi pietruite, St Giles's Fair, cursul superior al râului Tamisa și zona rurală din împrejurimi.

### Cariera

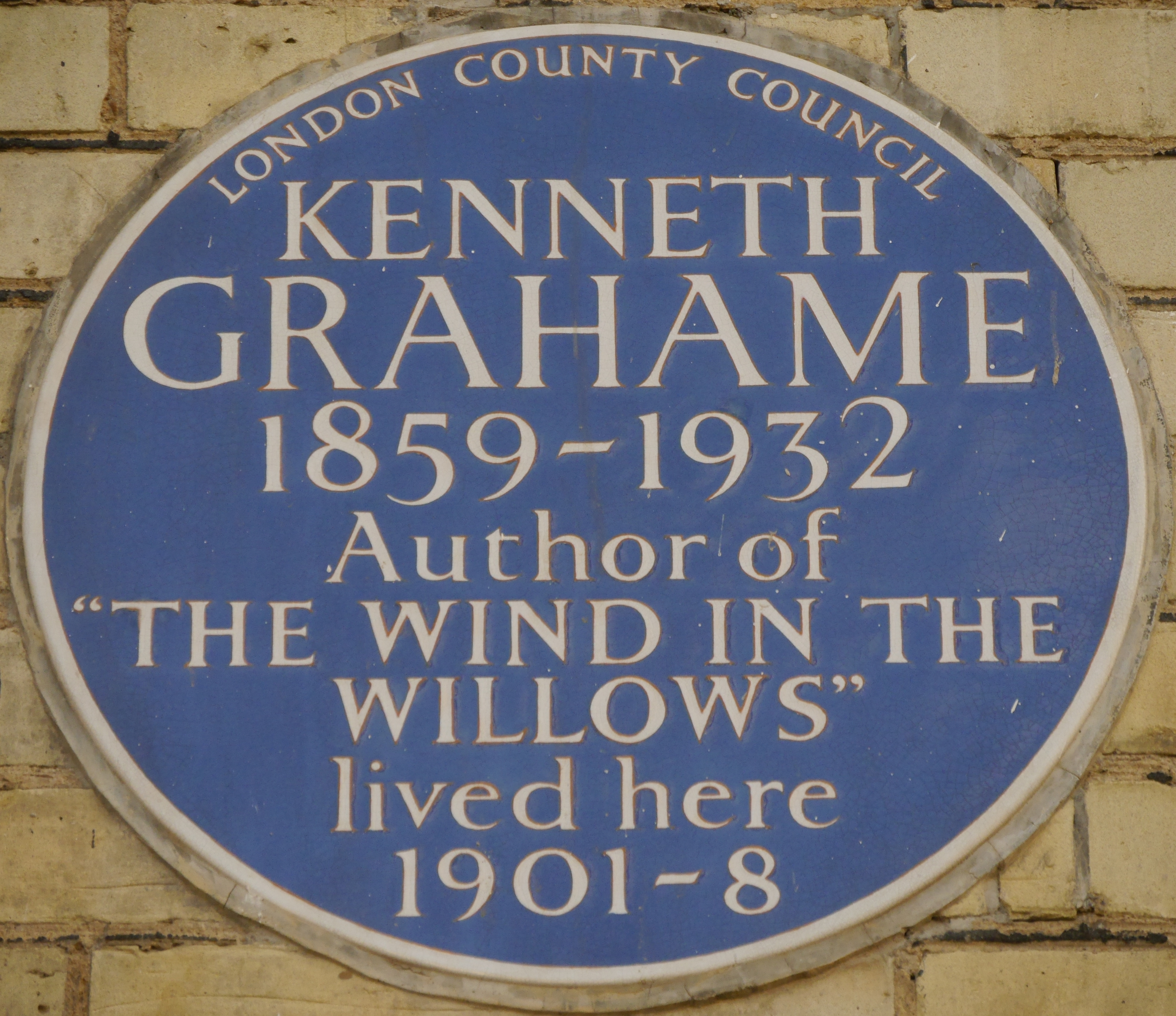
Placă albastră, 16 Phillimore Place, Londra - casa în care a locuit în perioada 1901-1908

Grahame a vrut să urmeze Universitatea Oxford, dar tutorele său nu i-a permis din cauza costurilor ridicate ale școlarizării. În schimb, el a fost trimis să lucreze la Banca Angliei în 1879 și a avansat până la funcția de secretar în 1908 când a fost pensionat din cauza problemelor de sănătate, care ar fi putut fi agravate în urma unui incident armat ciudat, posibil cu tentă politică, ce a avut loc la bancă în 1903. Grahame a fost împușcat de trei ori. O explicație alternativă, oferită într-o scrisoare expusă în muzeul Băncii, este cea că el s-ar fi certat cu Walter Cunliffe, unul dintre directorii băncii, care va deveni mai târziu guvernator al Băncii Angliei, fiind auzit spunând că Cunliffe nu era "un gentleman" și că trecerea sa la pensie s-ar fi realizat doar aparent din motive de sănătate. I s-a acordat o pensie anuală de 400 de lire sterline, dar un document de plată expus în același muzeu indică faptul că a primit, de fapt, 710 lire sterline.
Grahame s-a căsătorit cu Elspeth Thomson în 1899; ei au avut un singur copil, un băiat pe nume Alastair (a cărui poreclă era „Mouse”) care se născuse fără vedere la un ochi și a avut numeroase probleme de sănătate în cursul scurtei sale vieți. După pensionarea lui Grahame, ei s-au întors la Cookham unde locuise în copilărie și au trăit în clădirea Mayfield, unde se află astăzi Școala Pregătitoare Herries, transformându-și poveștile spuse înainte de culcare lui Alastair în capodopera sa literară. Alastair s-a sinucis în cele din urmă pe o șină de cale ferată în timp ce era student la Universitatea Oxford, cu două zile înainte de a împlini vârsta de 20 de ani, la 7 mai 1920. Din respect pentru Grahame, decesul lui Alastair a fost înregistrat în acte ca o moarte accidentală.

### Moartea
Grahame a murit în Pangbourne, Berkshire, în 1932. El a fost îngropat în Cimitirul Holywell din Oxford. Vărul lui Grahame, Anthony Hope, și el un autor de succes, i-a scris epitaful de pe mormânt: „Memoriei frumoase a lui Kenneth Grahame, soțul lui Elspeth și tatăl lui Alastair, care a trecut râul pe 6 iulie 1932, lăsând copilăria și literatura mai binecuvântată pentru toate timpurile.”

## Activitatea literară

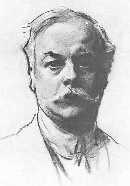
Portret al lui Grahame, realizat de John Singer Sargent

Grahame a început să publice povestiri ușurele încă de la vârsta de aproximativ 20 de ani în periodice londoneze precum St. James Gazette. Unele dintre aceste povestiri au fost adunate și publicate în volumul Pagan Papers în 1893, și, doi ani mai târziu, în Vârsta de aur. Acestea au fost urmate de Dream Days în 1898, care conține și The Reluctant Dragon.
Există o pauză de zece ani între penultima carte a lui Grahame și publicarea capodoperei sale, Vântul prin sălcii. În timpul acestui deceniu, Grahame a devenit tată. Natura capricioasă și încăpățânată pe care a văzut că o are micul său fiu Alastair a făcut ca să-l transforme în lăudărosul Mr. Toad, unul dintre cele patru personaje principale. Personajul cunoscut sub numele de Ratty a fost inspirat de scriitorul și bunul său prieten, Sir Arthur Quiller-Couch. Grahame menționează acest lucru într-o copie semnată pe care i-a oferit-o lui Foy Felicia, fiica lui Quiller-Couch. În ciuda succesului cărții, el n-a încercat niciodată să scrie o continuare. Cartea se bucură și astăzi de succes în rândul copiilor și adulților, precum și în filme, în timp ce Toad rămâne unul dintre cele mai cunoscute și mai iubite personaje. Vântul prin sălcii a câștigat Lewis Carroll Shelf Award în 1958. În 1990, William Horwood a publicat o serie de continuări.

## Scrieri
- Pagan Papers (1893)
- The Golden Age (Vârsta de aur, 1895)
- Dream Days (1898)
  - Conținea și The Reluctant Dragon (1898)
- The Headswoman (1898)
- The Wind in the Willows (Vântul prin sălcii, 1908), ilustrat de Ernest H. Shepard
  - Bertie's Escapade (1949), ilustrat de Ernest H. Shepard